# Прощай, Америка!
«Прощай, Америка!» — советский художественный фильм, над которым  Александр Довженко работал в 1951 году. Снимался на киностудии «Мосфильм» по мотивам книги Анабеллы Бюкар «Правда об американских дипломатах». Был неожиданно закрыт в середине производства. В 1996 году восстановлен в Госфильмофонде и впервые показан на Берлинском кинофестивале.

## Сюжет
Действие начинается в 1945 году. Молодая американская журналистка Анна Бэдфорд, родившаяся в фермерской семье из Пенсильвании, получает направление на работу в посольстве США в СССР. Она приезжает в Москву в дни празднования победы во Второй мировой войне. Во время торжеств на Красной площади Анна знакомится с профессором Громовым, который приглашает её к себе домой. Руководство посольства требует, чтобы она использовала это знакомство для сбора разведывательной информации.
Проходит год. Начинается новое мирное время. В посольство приезжает новый посол, генерал разведки Уолтер Скотт. Его первый же приказ гласит, что отныне весь персонал посольства должен быть занят разведкой и антисоветской деятельностью:

Мир — это небольшое время, отпущенное нам в связи с проведением подготовки к новой войне, которая должна утвердить во всём мире американский образ жизни.

Методы работы коллег с первого дня не нравятся Анне. Собранные ею в ходе поездки сведения об Армении и Украине переиначиваются и перевираются. В атмосфере лжи и подозрительности она находит только одного единомышленника — Арманда Хауорда, начальника отдела информации посольства. Честного и неподкупного Хауорда, не желающего искажать действительность в угоду пропагандистским интересам, отзывают из Москвы в Вашингтон. В этот же момент Бэдфорд узнаёт о смерти матери и вместе с Армандом возвращается домой. Хауорд вызван в суд, но его оправдывают. Сразу после оправдательного приговора в баре его убивают неизвестные.
Бэдфорд вызывают обратно в Москву и поручают написать книгу по заранее сфабрикованному материалу о несвободе в СССР и о том, что Хауорд был убит коммунистами. Бэдфорд не возвращается в посольство и становится перебежчицей. В посольстве из-за её исчезновения начинается настоящая паника.
На этом отснятые материалы заканчиваются. В дальнейшем, согласно сценарию, Анна Бэдфорд становится гражданкой СССР и пишет совершенно иную книгу, разоблачающую деятельность американских дипломатов. В Советском Союзе она находит новую родину, где может спокойно трудиться и творить.  Финал должен был перекликаться с картиной «Цирк» — Анна идет по Красной площади в колонне демонстрантов, в день большого праздника.

## В ролях
- Лилия Гриценко — Анна Бэдфорд
- Николай Гриценко — Арманд Хауорд, начальник отдела информации американского посольства
- Александр Полинский — Марроу, советник посольства
- Григорий Кириллов — Уолтер Скотт, американский посол в Москве
- Вячеслав Гостинский — Фрэнсис Дарлингтон
- Никита Кондратьев — Джонни Гревс, секретарь посольства
- Юрий Любимов — Блейк, корреспондент
- Янис Осис — Чарльз Уинчелл, доктор посольства
- Людмила Шагалова — Сесилия Вонг, стенографистка посольства
- Григорий Шпигель — журналист
- Александр Смирнов — Хилл, корреспондент
- Пётр Крылов — эпизод (нет в титрах)
- Михаил Орлов – эпизод

## Предыстория
В конце 1940-х кинопроизводство в Советском Союзе резко сократилось. В 1951 году в стране было снято всего 9 фильмов, крупнейшая киностудия «Мосфильм» выпустила лишь один фильм. В репертуаре киностудий доминировали нейтральные байопики «Пржевальский», «Белинский», «Жуковский». Такая основа для сценария была относительно безопасна с точки зрения идеологии:109. Предыдущий фильм Довженко «Мичурин» был также биографической картиной в духе социалистического реализма. В процессе работы над ней Довженко было указано на множество идеологических недостатков. Картина многократно переделывалась и переснималась и отняла у её автора много сил.
В 1949 году в Москве была издана книга Анабеллы Бюкар, бывшей сотрудницы Госдепартамента, бежавшей из США и попросившей политического убежища в СССР. Бюкар получила квартиру в Москве, вышла замуж за певца театра оперетты Лапшина. Свои воспоминания Бюкар опубликовала в виде книги «Правда об американских дипломатах». Книга была издана в СССР, и история получила громкую огласку. Довженко была поручена её экранизация. Считается, что указание ему дал лично Сталин. Картина снималась на цветной плёнке, что в то время было прерогативой избранных режиссёров.

## Работа над картиной
Книга Бюкар давала немного материала для сценария игрового фильма, и Довженко пришлось фактически создать новое произведение:248. С Анабеллой Бюкар, которая была против экранизации своей книги, Довженко не встречался. Он подготовил восемь вариантов литературного и четыре — режиссёрского сценария, пока не остановился на удовлетворившем его результате. В дневнике Довженко писал:

Пишу сценарий. Работается как никогда тяжело. Если мне посчастливится написать как следует этот сценарий, я, может, откажусь его ставить. Я должен лечиться долго, если можно ещё лечиться.
Оригинальный текст (укр.)Пишу сценарій. Так працювати важко, як ще ніколи. Коли б менi пощастило написати як слід отсей сценарій. Я, може одмовлюсь його ставити. Я мушу лікуватися довго, якшо можна ще лікуватися.
— (17 июля 1949 из дневника)
В феврале 1950 года, выступая перед комиссией, которая принимала сценарий, Довженко сообщил, что хочет снять картину об американцах: «антиподах» советской действительности. Для съёмок был привлечён актёрский ансамбль, во главе которого стояли брат и сестра Николай и Лилия Гриценко. Ведущему актёру картины Вячеславу Гостинскому (больше известному, как актёру эпизодов) Довженко говорил, что после выхода фильма в прокат он проснётся знаменитым. В картину также пробовались Полицеймако, Ушакова, Попов, но материалы с ними не попали в известную редакцию фильма.
К началу 1951 года было отснято более половины фильма — 6 частей и 2 части проб. Практически полностью были готовы сцены, связанные с американцами, и сцены в посольстве. Бар в американском посольстве сняли в известном московском коктейль-холле на улице Горького. Для натурных съёмок Довженко выехал на Украину. Однако, сцены, связанные с поездками Анны по СССР либо не были отсняты, либо не сохранились (остались только отдельные кадры и пробы).
Планировалось начать сцену, в которой главная героиня должна была возвращаться в Москву из Америки. В один из дней марта 1951 года в павильоне, где шли съёмки, неожиданно для творческой группы картины погасили свет. Довженко вызвали в кабинет директора «Мосфильма» Сергея Кузнецова. Не дав режиссёру и творческой группе картины никаких объяснений по поводу остановки, было приказано рассчитать съёмочную группу и прекратить производство. Международная обстановка изменилась, начался процесс создания блоков и союзов, СССР готовил ряд инициатив с охватом западных стран, и Политбюро единомоментно остановило производство и выход в прокат сразу шестнадцати фильмов, включая «Прощай, Америка!».
Незавершенный фильм «Прощай, Америка!» оказался последней работой Довженко. После этого он уже до самой смерти ничего не снимал, сконцентрировавшись на литературной работе и подготовке сценариев. По мнению многих историков кино, приостановка съёмок фильма морально надломила режиссёра и пагубно сказалась на его здоровье. В 1956 году Довженко скончался от сердечного приступа. Главная героиня фильма Анабелла Бюкар осталась со своей новой семьёй в Москве и работала на радио. Она дожила до 83 лет и скончалась в 1998 году.

## Восстановление и премьера
Восемь лет отснятый материал фильма лежал в архиве «Мосфильма», а в сентябре 1958 года был передан на хранение в Госфильмофонд СССР.
В 1995 году по инициативе Владимира Дмитриева, первого заместителя Генерального директора Госфильмофонда, было принято решение о восстановлении картины. Сначала реставраторы хотели восстановить только для сохранности техническую архивную копию. Затем всё же было принято решение создать из разрозненных фрагментов по возможности целостное произведение, сопроводив комментарием специалиста между частями. Как вспоминал Дмитриев, у этого решения были противники, прежде всего потому, что картина была незакончена, несвойственна стилю Довженко и откровенно политически ангажирована. Против премьеры выступала также сама Аннабелль Бюкар, которая была в тот момент ещё жива и созвонилась по этому поводу с Дмитриевым.
К этому моменту негатив фильм был утрачен, восстанавливали его с позитива. Звуковая дорожка сохранилась практически полностью, только в одном фрагменте её дублировали современные актёры. Восстановленный вариант фильма «Прощай, Америка!» с комментарием Ростислава Юренева впервые был показан в Киноцентре 12 января 1996 года. Мировая премьера состоялась на МКФ в Берлине в программе «Панорама». В 2006 году он вышел на DVD в специальном издании из 10 дисков, подготовленном Национальным центром Александра Довженко.

## Критика и оценка
Классик советского кинематографа Александр Довженко взялся за совершенно чуждую ему тему:691. Певец красоты земли и природы, автор, использовавший возвышенную и экспрессивную символику на экране, начал снимать политический фильм. Попытки следовать идеологическим указаниям и требованиям цензуры, многократные переделки сценария ничего не дали и только надломили режиссёра.
Характерным для советского кинематографа той эпохи было изображение США в качестве идеологического противника. Фильм представлял собой социальный заказ, вызванный требованиями времени, началом гонки вооружений и холодной войны. В то время был снят целый ряд антиамериканских картин, таких как «Серебристая пыль», «Встреча на Эльбе», «Заговор обречённых» и других. Историю, описанную в сценарии, можно назвать стереотипной:253. «Прощай, Америка!» стала своего рода антиподом таких голливудских антикоммунистических фильмов, как, например, «Ниночка».
По поводу причин прекращения производства картины были высказаны различные мнения. Существует версия о том, что пропагандистское начало события потеряло смысл. Юрий Любимов, на мировоззрение и поступки которого биография  Анабеллы Бюкар оказала огромное воздействие, ещё до Указа о  лишения его гражданства и вынужденной эмиграции из СССР, в своих записанных на плёнку воспоминаниях 1960-х гг. рассказывал что якобы Сталин, просмотрев список фильмов в производстве 1951 года, заметил: «Если она [Бюкар] изменила своей родине, то может изменить и новой», и вычеркнул фильм из планов. Киновед Олег Ковалов считает, что режиссёр «перегнул палку», показав абсурдный образ американского воинствующего империализма. Белла Езерская назвала фильм карикатурой на Америку, где нет даже тени правдоподобия. Собственно, это уже не сатира, а пасквиль на американское общество: работники посольства предстают полными идиотами, циниками и пьяницами. По мнению Эдуарда Хруцкого, закрыв картину, Сталин спас Довженко от позора. Григорий Козинцев, ознакомившийся с рабочими материалами, нашёл в них свои положительные стороны:

Я видел материалы картины Довженко об Америке. Это было творчество гения. […] Он сделал невероятную вещь — он заставил людей говорить по-английски русским языком. Он говорил на съёмках: «Я хочу слышать похабный ритм капитала».— :168